# Боги жаждут
«Боги жаждут» (фр. Les dieux ont soif) — исторический роман французского писателя Анатоля Франса, посвящённый Французской революции. Был впервые издан в 1912 году, считается одним из главных произведений писателя.

## Сюжет
Действие романа происходит в Париже в 1793—1794 годах. Главный герой — художник Эварист Гамлен, который становится революционером-радикалом, поддерживает террор и в конце концов сам оказывается его жертвой: его казнят после термидорианского переворота. В книге действуют исторические персонажи, в частности Максимилиан Робеспьер и Жан-Поль Марат.

## Публикация и оценки
Роман был опубликован в 1911—1912 годах в журнале «Парижское обозрение», а в 1912 году увидело свет первое книжное издание. Литературоведы констатируют, что в этой книге Франс занимается изучением Великой Французской революции «с философско-политических позиций», размышляя над оправданностью насилия и перспективами революционных изменений как таковых. Историк Франсуа Олар в своей рецензии назвал книгу «полной исторической правды». По мнению Николая Кареева, роман интересен своим анализом психологии якобинцев.
Анатолий Луначарский охарактеризовал «Боги жаждут» как «одно из самых потрясающих произведений французской литературы», одно из лучших произведений Франса и «наиболее трагический» его роман. Встречаются и оценки книги как лучшего романа о Французской революции.